# Dendrimere

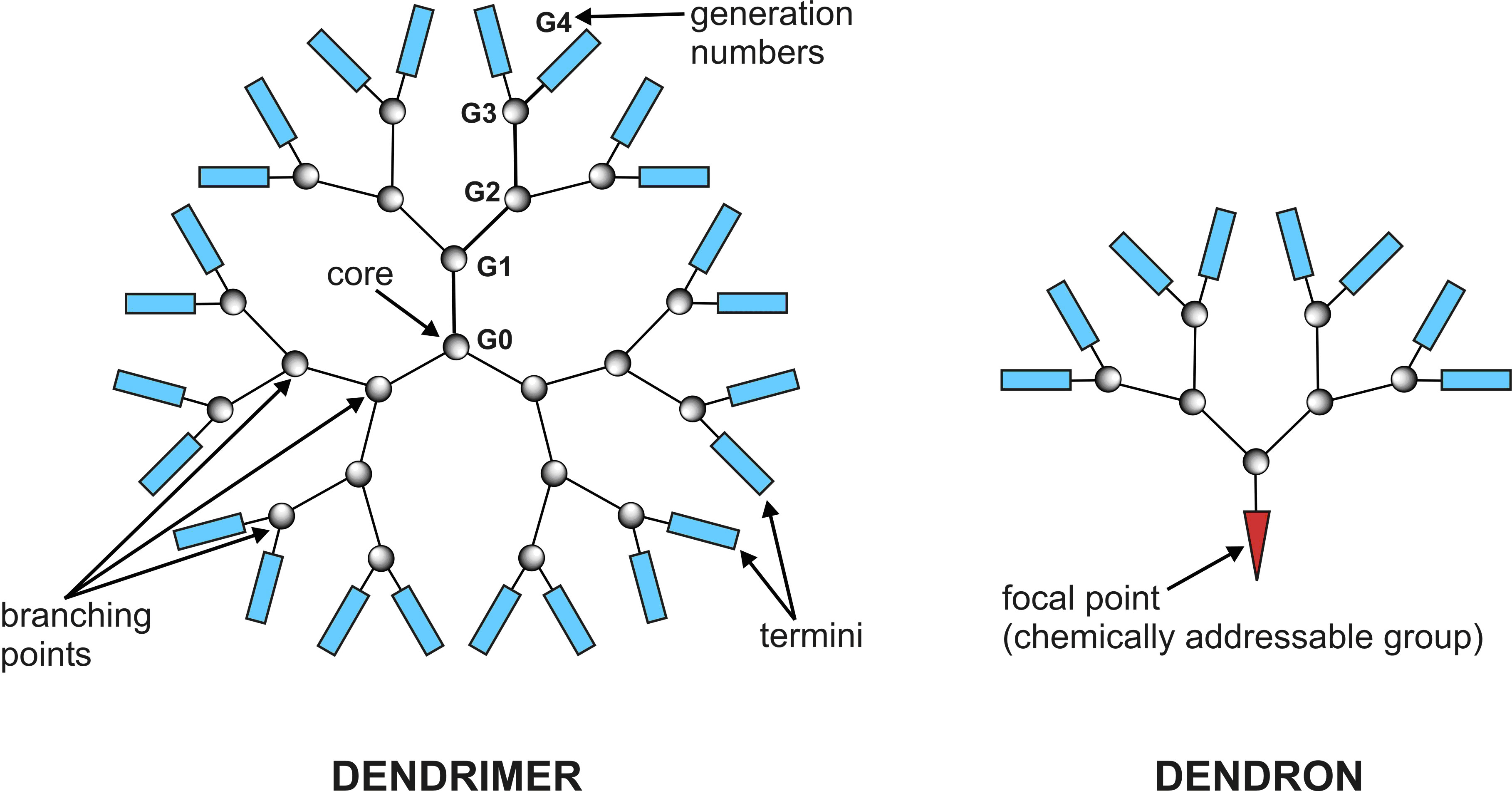
Struktur von Dendrimeren und Dendrons

Dendrimere (vom griechischen Dendron – der Baum) sind chemische Verbindungen, deren Struktur ausgehend von einem Verzweigungskern gleich einem Baum verästelt ist. Dabei bestehen Dendrimere aus Verästelungen von wiederholenden Einheiten, also eine radiale Symmetrie ergeben. Diese müssen – geht man von einem Kern aus – Verzweigungen enthalten, da sonst eine Kette entsteht. Es kann eine Verzweigung zu zwei oder auch mehr Verknüpfungsstellen geben. Da Dendrimere aufgrund ihrer klar definierten Struktur monodispers sind, zählen sie zu den Kaskadenpolymeren und unterscheiden sich somit von den anderen Polymeren.
Die Verzweigungen werden in Schichten aufgebaut, die Generationen genannt werden. Im Querschnitt betrachtet kann wieder der Vergleich des Baumes, diesmal mit seinen Jahresringen angestellt werden.
Ein Dendrimer besteht immer aus einem Kern, an dem Dendrone befestigt sind. Dendrone sind regelmäßig verzweigte Makromoleküle.
Zu den Pionieren der Dendrimer-Entwicklung gehört Donald Tomalia.

## Synthesestrategien

### Divergente Synthese
Die divergente Synthese von Dendrimeren beginnt mit einem Kern mit n Bindungsstellen, an den n Einheiten gebunden werden. Damit die Einheiten nicht polymerisieren, enthalten sie jeweils nur eine aktive Gruppe, die die neue Bindung eingeht. Die funktionellen Gruppen, die im zweiten Syntheseschritt als neue Bindungsstellen dienen sollen, müssen daher zuerst geschützt oder maskiert und erst nach dem ersten Syntheseschritt aktiviert werden.
Zusammengefasst wachsen die Dendrimere in der divergenten Synthese schrittweise vom Kern zur Peripherie. 

### Konvergente Synthese
Bei der konvergenten Synthese werden zuerst die Dendrone von der Peripherie zu ihrem Befestigungspunkt synthetisiert und danach am Kern befestigt.
Hier werden Einheiten benötigt, die mehrere funktionelle Gruppen gleicher Reaktivität und eine geschützte oder maskierte Gruppe aufweisen.
Diese Methode hat den entscheidenden Vorteil, dass fehlerhafte Dendrimere leicht von den erwünschten getrennt werden können, da ein fehlerhaftes Dendrimer sich in diesem Fall um einen ganzen Dendron vom erwünschten unterscheidet. In der divergenten Synthese kommt es vor, dass nur eine einzige Gruppe in der Peripherie fehlt. Die Unterschiede eines solchen Dendrimers zur erwünschten vollständigen Form bzgl. Polarität, Größe oder Form sind gering. Eine Abtrennung durch Chromatographie o. ä. ist häufig schwierig. Ob ein reines monodisperses Dendrimer überhaupt notwendig ist, hängt von der Anwendung ab.

## Zur Veranschaulichung ein Beispiel
Hat der Initiatorkern z. B. drei reaktive Gruppen und man erhält durch eine Synthesesequenz eine Verzweigung zu zwei neuen reaktiven Gruppen, so erhält man im ersten Schritt (Generation 0) sechs reaktive Gruppen. In der nächsten Generation sind es bereits zwölf etc.
Man beobachtet demnach ein exponentielles Wachstum der endständigen Gruppen. Das führt in wenigen Syntheseschritten zu sehr großen, komplexen Molekülen. Diese können nicht beliebig groß werden, weil die Packung der endständigen Gruppen immer dichter wird. Die makroskopische Struktur nähert sich dabei einer Kugel an.
Die Verwendung von Dendrimeren basiert zum einen auf der vielfachen Funktionalisierung der Oberfläche, zum anderen auf der Möglichkeit, die unterschiedliche chemische Umgebung des Innenraums auszunutzen, was quasi zu molekularen Kapseln führt.